# Lacul celor Patru Cantoane
Lacul celor Patru Cantoane este situat pe partea nordică a Alpilor la o altitudine de 434 metri, în centrul Elveției. Ocupă o suprafață de 113.6 km², fiind al patrulea lac al țării ca mărime.  Țărmul foarte accidentat face ca circumferința sa să atingă aproape 144 de kilometri. Lacul e traversat de râul Reuß și este exploatat în principal în turism.

## Etimologie
Numele bazinului este dat de cele patru cantoane de pe malurile sale: Uri, Unterwalden, Schwyz și Lucerna.